# دالار (رود)
دالار (به ارمنی: Դալար) رودی است در کشور ارمنستان که در استان کوتایک جریان دارد که از en:Tsaghkunyats Mountains سرچشمه می‌گیرد و به هرازدان (رود) می‌ریزد. طول آن ۱۴ کیلومتر (۸٫۷ مایل) و مساحت حوضه آبخیز (دبی) آن کیلومتر مربع می‌باشد.

## نگارخانه

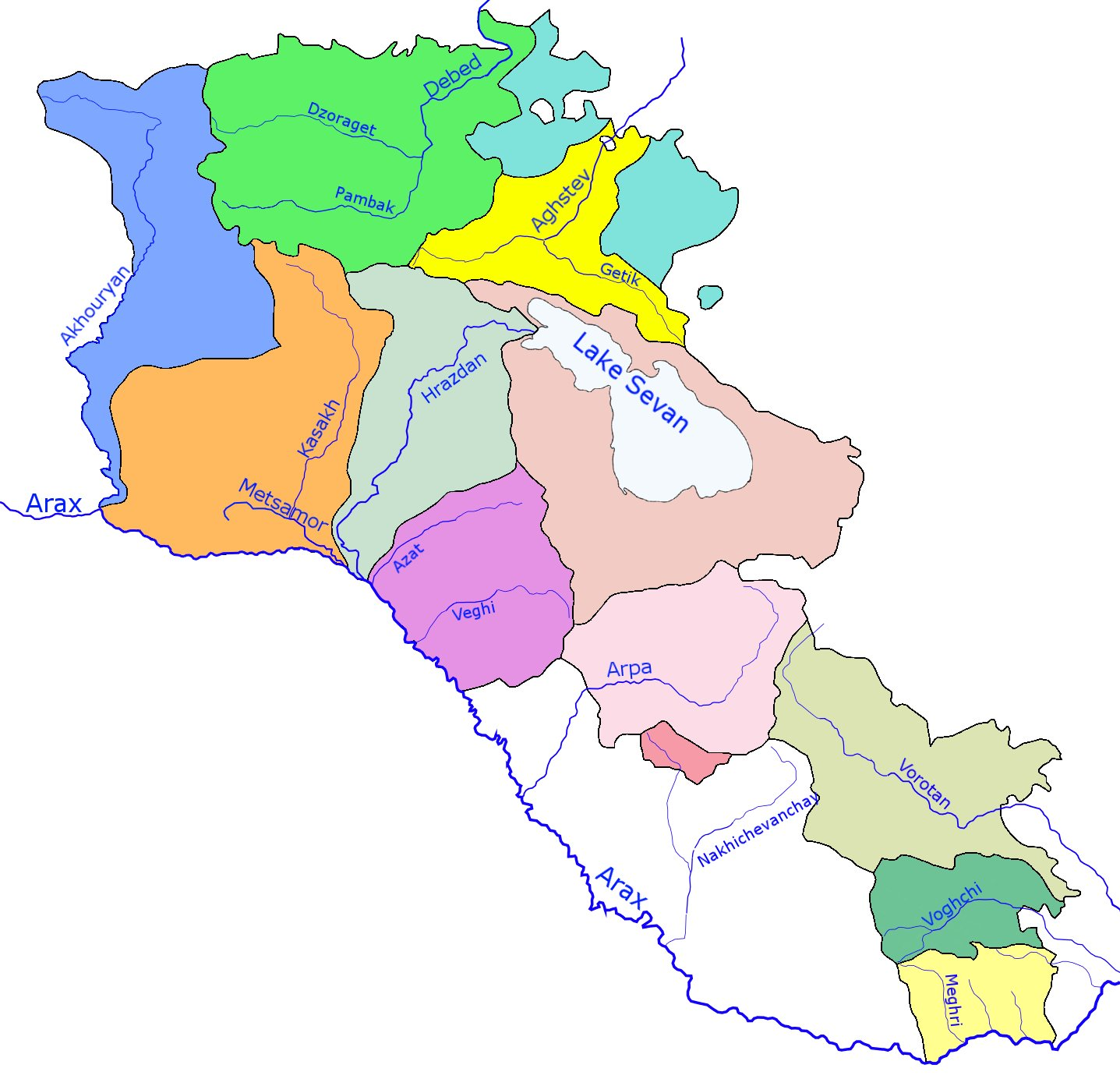